# Cilleruelo de Bricia
Cilleruelo de Bricia ist ein spanischer Ort in der Provinz Burgos der Autonomen Gemeinschaft Kastilien und León. Der Ort gehört zur Gemeinde Alfoz de Bricia. Cilleruelo de Bricia ist über die Straße CA-764 zu erreichen.

## Sehenswürdigkeiten
- Barocke Kirche San Martín